# Мірошниченко Сергій Сергійович
Сергій Сергійович Мірошниченко (28 березня 1942, Дружківка) — радянський футболіст, який виступав на позиції захисника. Відомий за виступами в українських клубах класу «Б», другої групи класу «А», та другої ліги чемпіонату СРСР.

## Клубна кар'єра
Сергій Мірошниченко народився у Дружківці, де й розпочав займатися футболом у місцевій аматорській команді «Машинобудівник». Розпочав виступи в командах майстрів у краматорському «Авангарді» у 1963 році, який грав а той час у класі «Б». У 1965 році футболіст отримав запрошення до складу команди вищого радянського дивізіону «Шахтаря» з Донецька, проте грав виключно за дублюючий склад команди, і у 1966 році став гравцем команди другої групи класу «А» «Таврія» з Сімферополя. У складі сімферопольської команди Мірошниченко грав до 1969 року, провівши у її складі 85 матчів у чемпіонаті країни. У 1970 році футболіст стає гравцем команди «Кривбас» з Кривого Рогу. Наступного року в її складі він стає переможцем зональних змагань у другій лізі, а в 1972 році в складі криворізької команди грає в першій лізі СРСР. Проте за підсумками змагань «Кривбас» повертається до другої ліги. Мірошниченко грав у складі криворіжців до кінця 1973 року, після чого ще рік грав у складі іншої команди другої ліги «Авангард» із Севастополя. Післязавершення виступів у командах майстрів Сергій Мірошниченко повернувся до Дружківки, де до 1977 року очолював аматорську команду «Машинобудівник».

## Досягнення
- Переможець Чемпіонату УРСР з футболу 1971, що проводився у рамках турніру в шостій зоні другої ліги СРСР.